# Veronica Signorini
Veronica Signorini (* 28. Juli 1989 in Cremona) ist eine ehemalige italienische Triathletin und zweifache Vize-Staatsmeisterin Aquathlon (2010, 2011).

## Werdegang
Nachdem sie jahrelang Schwimmen als Leistungssport betrieben hatte, startete Signorini 2007 erstmals bei Triathlons und erreichte Platz zehn beim Sprint Triathlon City of Cremona. 
Im folgenden Jahr nahm sie an einigen italienischen Wettkämpfen teil, 2009 konzentrierte sie sich völlig auf den Sport und gewann mehrere Wettkämpfe. 

### Vize-Staatsmeisterin Aquathlon 2010 und 2011
2010 wurde sie Vize-Staatsmeisterin Aquathlon und sie konnte diesen Erfolg 2011 nochmals wiederholen.
Nach ihrer Arbeit beim italienischen Bundesprojekt „Scuola Alta Specializzazione“ setzte die Athletin ihre Karriere in den drei Disziplinen fort. 2011 gab sie ihr internationales Debüt beim Europa-Cup in Cremona.
Was die italienischen Wettkämpfe betrifft, erreichte sie zahlreiche erfolgreiche Ergebnisse. 2014 stützte die Athletin sich auf Fabio Vedanas Erfahrung als Trainer und konzentrierte sich auf ITU-Ereignisse. Das beste Ergebnis war der vierte Platz beim Afrika-Cup in Larache, Marokko.
Bei der Triathlon-Staatsmeisterschaft belegte sie mit dem siebten Rang 2015 ihre bislang beste Platzierung. Seit 2016 tritt sie nicht mehr international in Erscheinung.

## Sportliche Erfolge
| Datum/Jahr    | Rang | Wettbewerb                           | Austragungsort | Zeit     | Bemerkung                                              |
| ------------- | ---- | ------------------------------------ | -------------- | -------- | ------------------------------------------------------ |
| 13. Sep. 2016 | 11   | ITA Triathlon National Championships | Caorle         | 02:13:03 |                                                        |
| 6. Juni 2015  | 7    | ITA Triathlon National Championships | Farra d’Alpago | 02:19:31 | bei der Staatsmeisterschaft hinter Anna Maria Mazzetti |
| 13. Sep. 2014 | 8    | ITA Triathlon National Championships | Sapri          | 02:02:18 |                                                        |
| 1. Sep. 2013  | 8    | ITA Triathlon National Championships | Sapri          | 01:59:51 |                                                        |

| Datum/Jahr    | Rang | Wettbewerb                          | Austragungsort | Zeit     | Bemerkung               |
| ------------- | ---- | ----------------------------------- | -------------- | -------- | ----------------------- |
| 19. März 2016 | 11   | ITA Duathlon National Championships | Firenze        | 01:03:16 | hinter Giorgia Priarone |

| Datum/Jahr    | Rang | Wettbewerb                           | Austragungsort       | Zeit     | Bemerkung                      |
| ------------- | ---- | ------------------------------------ | -------------------- | -------- | ------------------------------ |
| 9. Juli 2011  | 2    | ITA Aquathlon National Championships | Barberino di Mugello | 00:35:09 | Vize-Staatsmeisterin Aquathlon |
| 12. Juni 2010 | 2    | ITA Aquathlon National Championships | Gaggiano             | 01:28:29 | Vize-Staatsmeisterin Aquathlon |

(DNF – Did Not Finish)